# Khallanli (Kelbajar)
Khallanli est un village de la région de Kelbajar en Azerbaïdjan.

## Histoire
En 1993-2020, Khallanli était sous le contrôle des forces armées arméniennes. Le 25 novembre 2020, sur la base d'un accord trilatéral entre l'Azerbaïdjan, l'Arménie et la Russie en date du 10 novembre 2020, la région de Kelbajar, y compris le village de Khallanli, a été restituée sous le contrôle de l'Azerbaïdjan. 

## Sources
Agh boulag, At boulaghi, Gara boulag, Duzlu boulag, Maral boulaghi, Dovchan boulaghi, Kurro boulaghi, Guirkhgeuzlu boulag, Chirchir boulag, Mamir boulag, Sari boulag, Taka boulaghi, Madarin boulaghi, Jafarin boulaghi, Tourchsou, Guirmizi chirran, Karvan boulaghi, etc.